# Discografia formației Arch Enemy
Aceasta este discografia formației Arch Enemy, un grup muzical suedez de melodic death metal format în 1996. Ea constă din 9 albume de studio, 1 album live, 3 extended play-uri, 2 albume video și 11 clipuri video.

## Albume de studio
| An   | Detalii album                                                                         | Poziții în topuri | Poziții în topuri | Poziții în topuri | Poziții în topuri | Poziții în topuri | Poziții în topuri | Poziții în topuri | Poziții în topuri | Poziții în topuri | Poziții în topuri | Vânzări        |
| An   | Detalii album                                                                         | US                | AUT               | FIN               | FRA               | GER               | JPN               | SWE               | SWI               | NED               | UK                | Vânzări        |
| ---- | ------------------------------------------------------------------------------------- | ----------------- | ----------------- | ----------------- | ----------------- | ----------------- | ----------------- | ----------------- | ----------------- | ----------------- | ----------------- | -------------- |
| 1996 | Black Earth - Lansat: 12 decembrie 1996 - Label: Wrong Again - Formate: CD, Casetă    | —                 | —                 | —                 | —                 | —                 | —                 | —                 | —                 | —                 | —                 |                |
| 1998 | Stigmata - Lansat: 21 aprilie 1998 - Label: Century Media - Formate: CD, Casetă       | —                 | —                 | —                 | —                 | —                 | 94                | —                 | —                 | —                 | —                 |                |
| 1999 | Burning Bridges - Lansat: 21 mai 1999 - Label: Century Media - Formate: CD, Casetă    | —                 | —                 | —                 | —                 | —                 | 22                | —                 | —                 | —                 | —                 |                |
| 2001 | Wages of Sin - Lansat: 25 aprilie 2001 - Label: Century Media - Formate: CD, Casetă   | —                 | —                 | —                 | —                 | —                 | 25                | —                 | —                 | —                 | —                 | - SUA: 40,000+ |
| 2003 | Anthems of Rebellion - Lansat: 23 iulie 2003 - Label: Century Media - Formate: CD, LP | —                 | —                 | —                 | 83                | —                 | 22                | 60                | —                 | 97                | —                 | - SUA: 40,000+ |
| 2005 | Doomsday Machine - Lansat: 26 iulie 2005 - Label: Century Media - Formate: CD         | 87                | 74                | —                 | —                 | 34                | 28                | 23                | —                 | —                 | —                 | - SUA: 12,000+ |
| 2007 | Rise of the Tyrant - Lansat: 24 septembrie 2007 - Label: Century Media - Formate: CD  | 84                | 50                | 18                | 72                | 28                | 14                | 20                | 65                | 83                | —                 | - SUA: 8,900+  |
| 2011 | Khaos Legions - Lansat: 30 mai 2011 - Label: Century Media - Formate: CD              | 78                | 37                | 9                 | 77                | 15                | 11                | 25                | 41                | 75                | 107               | - US: 9,060+   |
| 2014 | War Eternal - Lansat: 4 iunie 2014 - Label: Century Media - Formate: CD               | 44                | 13                | 5                 | 56                | 9                 | 17                | 40                | 16                | 36                | 85                | - SUA: 12,425+ |

## Albume live
| An   | Detalii album                                                                                      | Poziții |
| An   | Detalii album                                                                                      | JPN     |
| ---- | -------------------------------------------------------------------------------------------------- | ------- |
| 2000 | Burning Japan Live 1999 - Lansat: 5 decembrie 2000 - Label: Import - Formate: CD, Cassette         | 57      |
| 2008 | Tyrants of the Rising Sun: Live in Japan - Lansat: 26 noiembrie 2008 - Label: Import - Formate: CD | 122     |

## Albume compilație
| An   | Detalii album                                                                                        |
| ---- | --- |
| 2009 | Manifesto of Arch Enemy - Lansat: 27 februarie 2009 - Label: Century Media - Formate: CD             |
| 2009 | The Root of All Evil - Lansat: 28 septembrie 2009 - Label: Century Media - Formate: CD, LP, digipack |

## Extended plays
| An   | Detalii album                                                                           | Poziții |
| An   | Detalii album                                                                           | JPN     |
| ---- | --------------------------------------------------------------------------------------- | ------- |
| 2002 | Burning Angel - Lansat: 6 martie 2002 - Label: Century Media - Formate: CD              | -       |
| 2004 | Dead Eyes See No Future - Lansat: 2 noiembrie 2004 - Label: Century Media - Formate: CD | 97      |
| 2007 | Revolution Begins - Lansat: 31 august 2007 - Label: Century Media - Formate: CD         | -       |

## Albume video
| An   | Detalii album                                                                                 | Poziții |
| An   | Detalii album                                                                                 | JPN     |
| ---- | --------------------------------------------------------------------------------------------- | ------- |
| 2006 | Live Apocalypse - Lansat: 24 iulie 2006 - Label: Century Media - Formate: DVD                 | 61      |
| 2008 | Tyrants of the Rising Sun: Live in Japan - Lansat: 2008 - Label: Century Media - Formate: DVD | 37      |
| 2013 | World Khaos Tour - Lansat: 2013 - Label: Century Media - Formate: DVD, Possibly Blu-ray       | ??      |

## Clipuri video
| An          | Titlu                      | Regizor         |
| ----------- | -------------------------- | --------------- |
| 1996        | Bury Me an Angel           | n/a             |
| 1999        | The Immortal               | n/a             |
| 2000        | Ravenous                   | Clem Bennett    |
| 2003        | We Will Rise               | George Bravo    |
| 2003        | Dead Eyes See No Future    | Mike Amott      |
| 2005        | Nemesis                    | Jorge Bravo     |
| 2005        | My Apocalypse              | Roger Johansson |
| 2007        | Revolution Begins          | House           |
| 2007        | I Will Live Again          | Patric Ullaeus  |
| 2008        | Beast Of Man               | n/a             |
| 2009        | Dark Insanity              | n/a             |
| 2011 - 2012 | Yesterday is Dead and Gone | Patric Ullaeus  |
| 2011 - 2012 | Bloodstained Cross         | Clem Bennett    |
| 2011 - 2012 | Under Black Flags We March | Patric Ullaeus  |
| 2011 - 2012 | Cruelty Without Beauty     | n/a             |
| 2014        | War Eternal                | Patric Ullaeus  |
| 2014        | You Will Know My Name      | Patric Ullaeus  |
| 2014        | No More Regrets            | Patric Ullaeus  |